# 阮思嚴
阮思嚴（1918年10月20日—2016年6月15日）是一名越南漆畫家。